# Brecha digital por continente, área y país
La brecha digital es una desigualdad económica y social con respecto al acceso a las tecnologías de la información y las comunicaciones (TIC), su uso o sus efectos. Los factores que causan la división pueden variar según el país y la cultura, al igual que las posibles soluciones para reducir al mínimo o cerrar la brecha.
La siguiente es una lista de países o zonas por continente que tienen una brecha digital junto con los factores contribuyentes y las medidas que el país está tomando para resolver el problema.

## América

### Argentina
La disponibilidad y el acceso a Internet en Argentina muestra cómo las tendencias de una brecha digital se mantienen constantes, incluso en diferentes países y culturas. La edad es uno de los principales factores, y las estadísticas argentinas muestran una disparidad común entre las edades. Según TNS Infratest, el grupo de edad con la tasa más alta de usuarios diarios de internet en 2016 eran usuarios menores de 25 años. El 91% de la población de esa edad fueron encuestados como usuarios diarios de internet. En cambio, el grupo de edad con la tasa más baja eran los usuarios mayores de 55 años, y sólo el 68% de esa población eran usuarios diarios de Internet. Cuanto más viejo es, menos probable es que utilicen Internet, y estas estadísticas lo reflejan. La forma en que los usuarios pueden acceder a Internet también puede mostrar el estado de Internet y la facilidad con que se puede utilizar. En Argentina, el 48% de los usuarios prefería usar un smartphone o tableta a un ordenador, el 29% los usaba por igual y el 16% prefería un ordenador a un smartphone o tableta.

#### Educación
La calidad de vida en Argentina es una de las más altas de América del Sur y América Latina, según InterNations. Los niños están bien educados en la escuela, y se les dan numerosas oportunidades para continuar después. El Gobierno creó un proyecto llamado "Conectar Igualdad" (Conectando la Igualdad) donde distribuyen netbooks a estudiantes y maestros de escuelas primarias, escuelas para niños con necesidades especiales e institutos estatales. Desde el inicio del proyecto, cerca de 4.000.000 de netbooks han sido distribuidos entre 400 escuelas diferentes y 7.500 maestros diferentes. El programa funciona en tres partes: una conexión a Internet a Wi-Fi, una conexión a Internet establecida a través de una red confiable (dando a los estudiantes acceso a Internet en cualquier lugar, incluso en casa), y haciendo uso de un sintetizador para la televisión digital, permitiendo a los estudiantes el acceso a programas interactivos en vivo. En 2011, el Gobierno puso en marcha otro programa denominado "Escuelas de Innovación" (Escuelas de Innovación). El objetivo principal es garantizar a los estudiantes un mejor acceso a la educación y la tecnología. El Gobierno de la Argentina crea proyectos nuevos e innovadores cada año para que estudiantes y docentes tengan mayor acceso a Internet. Juega un papel importante en su educación y es una gran oportunidad para que los estudiantes y los profesores cierren la brecha en la brecha digital.

### Canadá
La brecha digital en Canadá se ve afectada por varios factores que incluye las diferencias en la disponibilidad de recursos de conectividad on-line en ubicaciones diferentes a través del país, niveles de alfabetización digital, y niveles económicos.

### Colombia
La brecha digital en Colombia se refiere a la ausencia de Tecnología de la Información y la Comunicación (TIC) y cómo afecta a los individuos colombianos y a su sociedad en su conjunto. El principal error de la tecnología y la información radica en el ámbito del acceso físico de las cosas, donde es tremendamente deficiente. Aunque Internet en Colombia ha progresado en comparación con los últimos años, la parte académica de cómo se utilizan las TIC todavía está en duda. Dicho esto, los funcionarios gubernamentales se han asegurado de que el acceso a las TIC sea una prioridad en su país. Además del acceso físico, la revisión de la literatura y los tipos de uso de internet también han sido los principales puntos de enfoque en cuanto a una solución para la brecha digital en Colombia.

### México

Mapa regional de México, por Peter Fitzgerald

En México, la mitad de la población no tiene acceso al internet. En 2017, el 50.4% de las casas mexicanas tenían acceso al internet y 45.4% tenía un ordenador. La brecha digital en México está relacionada con los bajos ingresos, la educación, la falta de infraestructura adecuada y la ubicación geográfica.

#### Razones de la División
Los mexicanos más ricos son más propensos que los mexicanos más pobres a tener acceso a Internet. Debido a que ciertos actores dominantes monopolizan el sector de las telecomunicaciones en México, la mayoría de la población mexicana no puede permitirse los costosos servicios de televisión e internet.
La escolarización formal es escasa en las regiones pobres de México, lo que deja a muchos niños en edad escolar sin acceso a Internet. Aquellos que sólo han recibido una educación elemental tienen cuatro veces menos probabilidades de acceder o utilizar Internet. En México, el 33% de las escuelas primarias y el 48% de las secundarias tienen acceso a Internet y reportan tener una computadora. El gobierno ha abordado el problema proporcionando tecnologías que proporcionan la capacidad de acceder a Internet, pero los maestros y estudiantes no reciben instrucciones sobre cómo usarlas.
La falta de infraestructura adecuada de fibra óptica en México provoca una menor penetración de banda ancha inalámbrica en el país, lo que a su vez afecta el número de usuarios de Internet en México. La infraestructura de fibra óptica se encuentra más en las zonas urbanas que en las rurales. El uso urbano de Internet es significativamente mayor que el uso rural de Internet. En grandes ciudades como la Ciudad de México, los ciudadanos duplicaron el promedio nacional en términos de propiedad de computadoras. En 2000, los estados fronterizos del sur de México tenían la mitad de teléfonos per cápita que los estados del norte.

### Estados Unidos
La brecha digital en los Estados Unidos ha disminuido desde que se detectó inicialmente, sin embargo, todavía hay partes del país y ciertos grupos que tienen acceso limitado o nulo. Los grupos afectados por la brecha digital pueden incluir ciertos grupos de ingresos, etnias y los menos educados. También hay una brecha entre las zonas rurales y no rurales en América. Los estadounidenses rurales han hecho grandes avances en la adopción de tecnología digital en los últimos años, pero siguen siendo menos propensos que los adultos no rurales a tener banda ancha doméstica, teléfonos inteligentes y otros dispositivos. Esto no se debe necesariamente a un problema financiero, sino a la falta de acceso y la mala conexión a Internet debido a la falta de torres y líneas telefónicas. El uso de la tecnología móvil entre los adultos rurales ha aumentado rápidamente, sin embargo, todavía están a pasos agigantados detrás de los estadounidenses en las ciudades más grandes que tienen más acceso. En 2016, aproximadamente el 11,5% de la población total de EE.UU. no tenía acceso a Internet. De los 324.118.787 estadounidenses, 286.942.362 usuarios totales de Internet (88,5%).

## África

### Todos
La brecha digital es generalmente más amplia en la África subsahariana, ya que esos países experimentan una pobreza generalizada. Según se informa, solo el 7% de los habitantes del continente están en línea. Sin embargo, el uso de teléfonos móviles es sorprendentemente alto con un 72%. Solo el 18% de estos teléfonos son teléfonos inteligentes. La falta de uso de Internet se puede atribuir en parte al hecho de que el idioma más utilizado en Internet es el inglés. Sin embargo, también se puede atribuir al hecho de que la tasa de alfabetización en los países africanos no es muy alta. Para combatir la brecha digital en África, los economistas han sugerido estimular la economía de la región. Reducir la brecha digital fue una de las principales preocupaciones de los asistentes a la conferencia mundial de telecomunicaciones de la Unión Internacional de Telecomunicaciones en Durban, Sudáfrica. El foro hizo hincapié en la necesidad de que los gobiernos africanos intervengan en la iniciativa de la UIT para África, que hizo hincapié en la infraestructura, la inversión, la innovación y la inclusión. Además, se alentó a los empresarios a abordar los desafíos específicos que enfrentan los africanos en lo que respecta al acceso a Internet.
En un estudio realizado en 2011, estiman que el acceso a Internet solo está disponible para aproximadamente el catorce por ciento de la población africana. Esto significa que, si bien la población mundial solo está compuesta por el quince por ciento de africanos, alrededor del seis por ciento de ellos se suscribe a Internet.

#### Pobreza e infraestructura deficiente en África
A pesar de que la tecnología se ha vuelto cada vez más asequible, todavía existe un desprecio entre el acceso de la gente pobre a Internet y el acceso de la gente adinerada a Internet. Esto se convierte en un problema una vez que los niños comienzan la escuela, ya que los niños que se encuentran en sistemas escolares de bajos ingresos no tienen acceso a tecnología por lo que no se les otorgan habilidades técnicas para desarrollar y continuar su educación, y luego traducir esas habilidades al lugar de trabajo. Este bajo nivel de conocimientos informáticos se puede atribuir a una infraestructura deficiente y a los altos costes para mantenerse conectado. En el 2000, toda el África subsahariana tenía menos líneas telefónicas que Manhattan en su conjunto.
La deficiente infraestructura de África dificulta mucho el desarrollo económico porque los países no pueden desarrollarse tecnológicamente. Particularmente, los países sin litoral enfrentan grandes dificultades debido al hecho de que rara vez hay ciudades portuarias en estos países, lo que no les otorga mucho poder comercial. Se estima que la inversión en mejores carreteras y una mayor inversión en telecomunicaciones ayudaría a desarrollar aún más la infraestructura en el continente. Además, los idiomas diferenciadores entre los países existentes y las diferencias preexistentes entre las diferentes culturas constituyen una barrera para el desarrollo intercontinental.

#### Acceso a internet
Según estimaciones de 2011, alrededor del 13,5% de la población tiene acceso a Internet en África. África representa el 15% de la población mundial, pero solo el 6.2% de la población mundial es africana. Sin embargo, estas estadísticas están sesgadas debido a que la mayoría de estos usuarios de Internet provienen de Sudáfrica, un país que tiene una infraestructura mucho mejor que el resto del continente. El resto se distribuye principalmente entre Marruecos y Egipto, ambos países que cuentan con mejores infraestructuras que la mayoría de los países de África, pero no tan fuertes como el de Sudáfrica. Ha habido muchas iniciativas en los EE. UU para impulsar una mejor infraestructura que eventualmente conduciría a un mejor acceso a Internet en África.

### Etiopía
La brecha digital en Etiopía ha causado una falta masiva de información para muchas de las personas más pobres, sin embargo, el mayor fracaso se relaciona con la educación. Entre la intensa regulación gubernamental y los factores económicos, es casi imposible para una persona promedio acceder a Internet. Con una falta tan grave de acceso a la tecnología e Internet, la educación se atrofia y los niños se ven obligados a depender de fuentes de información arcaicas, tendenciosas y, a menudo, poco fiables.
La CIA señala que solo el 15% de la población etíope está conectada a Internet, lo que coloca al país en 107 de los 217 países clasificados en el estudio.

### Marruecos
La brecha digital es un problema para países como Marruecos, que están tratando de brindar una mejor disponibilidad de Internet a su población. Si bien el Internet está disponible para la mayoría de las personas en el centro de las ciudades, las zonas rurales aún no tienen acceso.
Existen algunas restricciones en los servicios de telecomunicaciones y proveedores de servicios limitados entre los que elegir. Esto actúa como un bloqueo para los usuarios de Internet marroquíes, porque la falta de competencia puede resultar costosa. El coste asociado con los servicios de Internet también evita que aquellos que están en mayor desventaja económica accedan a los mismos tipos de servicios.

#### Limitaciones al acceso a Internet
Algunas de las principales limitaciones de acceso son la educación, el género y la edad. Las personas con menor nivel educativo tienen menos probabilidades de acceder a la tecnología o ampliar su profesionalidad en el campo de la tecnología de la información. Las mujeres marroquíes a menudo pueden encontrar que no tienen el mismo tipo de oportunidades para las profesiones tecnológicas y el uso de Internet. El Fondo de Desarrollo de las Naciones Unidas para la Mujer (UNIFEM) se formó para aumentar las oportunidades para las mujeres y se ha puesto en marcha un proyecto denominado "Achieving E-Quality in the IT Sector in Morocco" para que las mujeres se presenten y aumenten su profesionalidad. Actualmente, diez universidades participan en este proyecto en un esfuerzo activo por cerrar la brecha de género dentro de la brecha digital.
Existe una diferencia de edad considerable entre las personas que están activas en las redes sociales e Internet y las que no. Las personas de 14 a 25 años tienden a estar más familiarizadas con las diferentes tendencias sociales y acceden a ellas mucho más rápido que las generaciones mayores. Una gran atribución a esto es la falta de alfabetización en muchos adultos. En 2010, el 56% de la población de Marruecos era analfabeta. Mientras que los niños que pueden ir a la escuela aprenden a leer, escribir y utilizar diversas formas de tecnología; muchos de sus padres no tienen acceso a estos mismos recursos y es posible que no hayan tenido acceso mientras crecían. La ciudad más grande de Marruecos, Casablanca, tiene una población de 3.544.498 en 2016. Alrededor del 57,6% de la población de Marruecos tenía acceso a Internet en 2016, mientras que en la población rural era del 39,32%. Con poco más de la mitad de la población que tiene acceso a Internet, muchos adultos que carecen de habilidades de alfabetización viven actualmente en áreas rurales con un acceso y uso mínimos de Internet, pero sus hijos tienen la oportunidad de acceder ocasionalmente a Internet a través de la escolarización.

#### Soluciones
El gobierno de Marruecos se ha involucrado cada vez más en cerrar la brecha digital que está experimentando el país. Marruecos está rezagado en el mundo digital y se están tomando medidas para solucionar este problema. Un plan que se ha puesto en marcha se llama "Marruecos Digital 2013". Este plan se inició en 2013 en un intento de involucrar más a Marruecos en el mundo digital, así como proporcionar algunas protecciones para los usuarios de Internet. Este plan tiene el potencial de impulsar la economía de la nación mediante la creación de puestos de trabajo. Los planes aprobados en la legislación gubernamental también funcionan para reducir algunos de los costes asociados con la conexión y el uso de Internet al garantizar que los servicios de Internet puedan operar en un mercado libre con poco o ningún control, a diferencia de los periódicos y estaciones de televisión de la región. A pesar de los esfuerzos del gobierno marroquí, todavía existe una brecha en la conexión digital entre su gente. La población más rica todavía tiene un mayor acceso a Internet que la población más pobre. Ha habido algunas mejoras con la ayuda de la competencia del mercado libre para que el acceso a Internet esté más disponible para todas las personas.
Según Samuel Lee, Fabian Seiderer y Lida Bteddini, una posible solución podría ser aumentar y mejorar las líneas de comunicación entre el gobierno marroquí y su gente que ha expresado mucho interés en involucrarse con la legislación legal y tener más acceso al conocimiento en línea. La solución final podría ser la actualización del plan original, "Marruecos Digital 2013", que se puso en marcha en un intento de cerrar la brecha digital. Si bien el plan ha dado lugar a algunas mejoras, la conectividad y el uso de Internet todavía se limitan a las regiones más educadas y urbanas del reino marroquí.

### Nigeria
La brecha digital en Nigeria se ve afectada por la educación, la falta de infraestructura eléctrica, los ingresos y la deriva urbana, así como una variedad de otros factores sociales y políticos que contribuyen a la creciente brecha digital de Nigeria. Tanto las agencias gubernamentales como las corporaciones tecnológicas han realizado esfuerzos para reducir la brecha digital.

### Sudáfrica
La brecha digital de Sudáfrica está siendo superada por programas como Isifundo. Este programa proporciona conocimientos informáticos a los sudafricanos que de otro modo no recibirían ninguna formación. Establecieron centros que brindan acceso a computadoras e Internet. Su Facebook mantiene a la gente actualizada con noticias relacionadas con la informática y otros programas útiles en Sudáfrica.Sólo el 36% de la población africana tuvo acceso a Internet de banda ancha en 2022. Además, destacan las brechas digitales de género (35% frente a 24% en 2020) y la brecha de habilidades digitales.

## Asia

### Bangladesh
La brecha digital en Bangladesh es una brecha en la población de Arshads que puede acceder a las tecnologías de la información y la comunicación (TIC) y en aquellos que no tienen un acceso o habilidades adecuadas.

#### Gobierno y Comunidad
El gobierno ha estado tratando de ayudar a aumentar la disponibilidad de las TIC para todos los bangladesíes mediante la reducción de los impuestos sobre las VSAT y la creación de proyectos especiales para apoyar la difusión de las TIC. En 2006, GrameenPhone Ltd, la mayor compañía de telefonía móvil de Bangladesh, introdujo los Centros de Información Comunitaria (CIC), cada uno equipado con dos computadoras, impresoras, cámaras digitales y cámaras web que pueden ser utilizados por la comunidad.  "Hay más de 500 CICs operando en 450 subdistritos en Bangladesh". Dentro de la comunidad, hay investigaciones que sugieren que los hombres se benefician más de las TIC que las mujeres debido a la discriminación de género en Bangladesh. Bangladesh tiene el potencial de crecer y obtener más acceso a las TIC si continúa reduciendo las limitaciones gubernamentales y haciendo crecer su economía.

#### Educación
El sistema educativo de Bangladesh se divide en tres etapas: la escuela primaria, la escuela secundaria y un nivel de educación más formal. La escuela primaria dura cinco años para los niños de 6 a 10 años, la escuela secundaria dura siete años, y el nivel de educación formal puede durar entre dos y seis años. Desde el 2000 se han implantado políticas gubernamentales que han hecho que la industria de la tecnología de la información (TI) crezca en Bangladesh. Los estudiantes comenzaron a ir a la escuela con el fin de formar parte de esta creciente fuerza de trabajo, tomando clases de inglés, pensamiento analítico y desarrollo de software. Los jóvenes de Bangladesh se están educando en la tecnología disponible, lo que es un paso para poner fin a la participación de Bangladesh en la brecha digital mundial. Un país puede tener acceso a la tecnología pero si la gente no entiende cómo usar la tecnología no hay diferencia entre tenerla o no. La satisfacción y la gratificación del uso de la tecnología son puntos clave para minimizar la brecha porque el sentido de logro da a la gente confianza para usar la tecnología.

### China
En la ultima década, ha aumentado el uso de las tecnologías de la información y las comunicaciones (TIC) en China. Como el país en desarrollo más grande del mundo, China se enfrenta a una grave brecha digital, que existe no sólo entre la China continental y los países desarrollados, sino también entre sus propias regiones y grupos sociales.
Los sitios en los que se permite la interacción regular y libre entre los ciudadanos chinos, generalmente vienen con algunas restricciones. Esto incluirá sitios de redes sociales, foros y otros sitios que tienen una gran cantidad de interactividad del usuario. Google también ha sido muy restringido en China y esto incluye todas sus diferentes características.

### Oriente Medio
La brecha digital de género en los países de Oriente Medio hace que las mujeres tengan mucho menos acceso a Internet que los hombres. Estadísticamente, las mujeres están sujetas a estándares más bajos en el Medio Oriente, lo que es una razón para esta división digital. Los hombres utilizan Internet en un porcentaje del 47,7% y las mujeres a sólo el 39,4%

### Japón
La brecha digital en Japón es la desigualdad del acceso a Internet por parte de la población de Japón. Múltiples factores influyen en esta brecha. Los aspectos culturales del pueblo japonés contribuyen a la brecha digital en la nación. Los factores culturales que contribuyen a la brecha digital que existe en Japón se están disminuyendo con el tiempo. Entre los grupos que han demostrado mejorar el acceso figuran las mujeres y las personas de avanzada edad.  El 97,1% de los hogares en Japón tienen acceso a Internet en casa, mientras que el 81% de los hogares en Japón tienen computadoras personales.
El censo de población de 2015 de Japón fue publicado, el numero de personas menores de 15 años de edad son alrededor de 16 millones, que es el 12,6% de la población total. 76 millones de personas están entre la edad de 15 a 64 años de edad, que es 60.7% de la población total y 3.3 millones son 65 años y más son 26.6%.

### Malasia
La brecha digital en Malasia se ve afectada por varios factores, que incluyen la edad, la ubicación y la riqueza. La situación de Malasia como país no totalmente desarrollado ha repercutido en la disponibilidad de tecnología e Internet, ya que la falta de acceso a la tecnología de la información y las comunicaciones puede hacer que el país se retrase aún más en el progreso de la tecnología mundial si no se aborda y soluciona esta cuestión. Sin embargo, el desarrollo reciente ha ayudado a aumentar el uso de Internet, como planes prepagos móviles mucho más baratos, Internet de fibra para el hogar y variedades de marcas de teléfonos inteligentes.

### Myanmar
La brecha digital en Myanmar se ve afectada por el género y la clase económica. Las personas ricas y poderosas tienden a tener mejor acceso que los pobres y los hombres suelen tener más oportunidades de participar en el negocio de la tele-infraestructura. La tele-infraestructura de Myanmar es relativamente débil en comparación con la de los países vecinos. La oferta de Internet no satisface la creciente demanda; de ahí la brecha digital.

#### Problemas económicos
Myanmar es un país con un nivel de ingresos bajo y la mayor parte del acceso a Internet se realiza a través de teléfonos móviles, debido al bajo costo de la tarjeta SIM. Las personas que viven por encima de la línea de pobreza tienen todo tipo de acceso en la actualidad, a diferencia de las personas que están en el umbral de la pobreza o los que están por debajo que se enfrentan a las necesidades diarias. En 2009 se registró que el 0,94 por ciento de la población de Myanmar tenía suscripciones a teléfonos móviles, debido al escaso poder comercial y económico. En 2016, el Producto Interno Bruto (PIB) de Myanmar tuvo un promedio de 1.275,02 dólares de los EE.UU., lo que contrasta con el de los Estados Unidos, con un promedio de 57.466,79 dólares.

#### Demografía de Myanmar en internet
La cantidad de usuarios de Internet en Myanmar ha aumentado significativamente en los últimos años. En 2014, había 2 millones de usuarios de Internet en Myanmar. Sin embargo, esa cifra aumentó a 39 millones de usuarios en 2016. La causa de este aumento drástico de los usuarios de Internet se debió principalmente al aumento masivo de las ventas de tarjetas SIM registrado hasta mayo de 2016. Esto, combinado con un despliegue de red más agresivo por parte de los proveedores de telefonía móvil a otras regiones, una disminución de los precios de las tarjetas SIM, la reducción de los precios de los planes de voz y datos y la reducción de los costos de los teléfonos móviles condujeron a este importante aumento de las ventas y suscripciones de teléfonos móviles durante ese período de dos años. Debido a que este mercado está empezando a alcanzar su etapa de madurez, se prevé que se produzca una desaceleración significativa para 2022.

#### Brecha digital de género
Casi el 30% de las mujeres tienen menos probabilidades de tener acceso a un dispositivo móvil en Myanmar. El teléfono móvil es la principal fuente de acceso a Internet en el país. Debido a este déficit de acceso a Internet entre los géneros existe una brecha digital de género en Myanmar. También hay una importante diferencia salarial entre hombres y mujeres, además de los limitados puestos de dirección disponibles para cubrir.
Debido a esto, la mujer no están igualmente representada y a menudo figuran como dependientes. Esta brecha contribuye a la falta de recursos, aumentando la falta de actividad digital para las mujeres. En la actualidad, Myanmar está trabajando para disminuir la brecha utilizando más tecnologías de la información y las comunicaciones en la vida cotidiana a fin de educar a las mujeres. Sin embargo, debido a la diferencia económica entre los géneros, es menos probable que las mujeres tengan acceso a las TIC. "El programa Tech Age Girls (TAG) de IREX está abordando esta brecha de oportunidades, proporcionando a más de 100 mujeres jóvenes en Myanmar la tecnología y las habilidades de liderazgo que necesitan para lograr sus objetivos y convertirse en agentes del cambio."

### Nepal
Según el informe MIS de mediados de septiembre de la Dirección de Telecomunicaciones de Nepal, el 53% de la población de Nepal utiliza o tiene acceso a Internet. Algunas de las razones de esta brecha son factores como la ubicación, la edad y la educación. Antes de la década de 1950, Nepal se había cerrado debido a razones geopolíticas, sin embargo, después de la abolición del régimen de Rana en 1951, el país comenzó a adoptar y desarrollar muchas ciencias modernas dentro del gobierno. Un estudio de 2011 ha demostrado que mientras que cosas como la edad y los niveles de educación impactaron en el uso de Internet, cosas como los niveles de ingresos y la propiedad de teléfonos no y que más de la mitad de los usuarios de Internet de Nepal usan Internet con fines educativos en lugar de con fines comerciales o personales. La falta de conocimientos tecnológicos en Nepal también es un factor importante que contribuye a la ampliación de la brecha.

#### Posibilidades económicas

##### Zonas rurales vs ciudades
El gobierno de Nepal por lo general centra sus recursos en necesidades importantes como agua potable, carreteras y atención médica, ya que el país todavía es pobre y esta en desarrollo, y la mayoría de su población vive en zonas rurales de Nepal. Las personas que viven en estas zonas rurales tienen menos probabilidades de tener acceso a la tecnología, Internet o líneas telefónicas.

##### Idiomas
El nepalí es el idioma nacional de Nepal y es hablado por el 44,6% del pueblo nepalí. Sin embargo, a pesar de esto, en Nepal se hablan 123 idiomas diferentes. El inglés está incluido en esto y se habla con fluidez en un porcentaje estimado del 2 al 10%. Esta mezcla de diversos idiomas contribuye a la brecha digital, ya que la mayoría de los contenidos informáticos están escritos en inglés, lo que hace que la tecnología sea inaccesible para las personas que no hablan inglés y que de otro modo podrían permitirse utilizar una computadora.

#### Soluciones
Ha habido algunos intentos de reducir o acabar con la brecha digital en Nepal, como el Proyecto de Redes Inalámbricas de Nepal de Mahabir Pun, que se puso en marcha con la intención de ayudar a traer tecnologías inalámbricas. Algunas zonas también imparten clases de alfabetización digital para ayudar a las personas de las zonas rurales a adquirir conocimientos y experiencia en materia de tecnología. Los cursos proporcionarán a los nepaleses las aptitudes que pueden utilizar en sus estudios y carreras. La creciente brecha digital en Nepal también ha llevado al gobierno a intervenir, debido a la preocupación de que la falta de alfabetización digital tendrá un impacto negativo en el país y su economía. Los funcionarios están trabajando para disminuir la brecha mediante la introducción de nuevos programas que brindarán a las personas la capacidad de utilizar la tecnología con más facilidad que antes. Las grandes empresas también están haciendo esfuerzos para eliminar la brecha digital en Nepal. Microsoft Nepal está proporcionando recursos para mejorar la alfabetización digital y aumentar el acceso a la tecnología.

### Pakistán
Pakistán es uno de los países del sur de Asia que sí tiene acceso a Internet. El acceso a Internet en Pakistán empezó en los 90' y ha continuado creciendo en las últimas décadas. De hecho, Pakistán tiene alrededor de 32 millones de usuarios de Internet. Sin embargo, según los datos recopilados por el Banco Mundial, Pakistán tiene una población total de unos 193 millones de personas. Además, Pakistán también tiene unos 15 millones de personas que acceden a Internet desde sus dispositivos móviles. Pakistán tiene 5 proveedores de Internet de banda ancha y 10 DSL. El uso de banda ancha mediante ordenadores es la forma número uno por la que las personas acceden a Internet en Pakistán. La segunda forma más popular con la que acceder a internet en Pakistán es a través de los dispositivos móviles. A pesar de que hay alrededor de 32 millones de usuarios de Internet en comparación con una gran población, el internet en Pakistán ocupa el puesto 20 en el mundo.

### Filipinas
En Filipinas, entre el 47% y el 50% de la población puede y tiene acceso a Internet. Inicialmente Filipinas sólo tenía acceso a un sistema de tablón de anuncios (Bulletin board system). Sin embargo, después del 29 de marzo de 1994, la Philippine Network Foundation (PHNet) conectó el país a la web a través de Sprint. En 2010, 29.3 millones de filipinos utilizaban Internet. La brecha digital se ve afectada por varios factores que incluyen los ingresos y la educación. Jim-yong Kim, presidente del Grupo del Banco Mundial, ha declarado que "Debemos seguir conectando a todos y no dejar a nadie atrás porque el costo en oportunidades perdidas es enorme. Pero para que los dividendos digitales sean ampliamente compartidos entre todos los sectores de la sociedad, los países también necesitan mejorar su clima empresarial, invertir en la educación y salud de las personas, y promover el buen gobierno." 

### Arabia Saudita
La brecha digital en Arabia Saudita se ve a través de sus estadísticas de uso de Internet. El 47.5% de los sauditas utilizan Internet en comparación con el 78.2% en Estados Unidos. Del 47,5%, el 83,87% de los hogares sauditas utilizan Internet y sólo el 10% de estos hogares tienen un usuario de Internet. En Arabia Saudí a partir del 2017 un 96% de las mujeres utilizan Internet y un 88% de los hombres. Además, tanto las mujeres como los hombres utilizan Internet casi por igual.

### Corea del Sur
La brecha digital en Corea del Sur es causada principalmente por la desigualdad de oportunidades económicas, regionales, físicas o sociales, lo que lleva a las personas marginadas a no recibir los beneficios que la tecnología puede dar. La falta de adaptación a la informatización de los servicios sociales, como la administración y el bienestar, da lugar a oportunidades limitadas para la vida cotidiana básica y la participación social. La brecha de información de Corea del Sur se debió inicialmente a razones económicas y a la diferencia en el costo inicial para usar Internet o PC, pero recientemente ha habido una brecha entre los usuarios de la información según el grado de utilización de la información.  A medida que la sociedad de la información se desarrolló rápidamente, la distribución de Internet también lo hizo en Corea, dividiendo a las personas en dos grupos, personas bien adaptadas a los cambios y otros más familiarizados con los medios anteriores. Aunque el porcentaje de la población local con acceso a Internet es alto en Corea, la tasa media de uso de Internet es del 99,9% para los jóvenes y del 64,3% para los ancianos.

### Tailandia
La brecha digital de Tailandia se ve afectada por su condición de país en desarrollo dentro del Sudeste Asiático, así como por varios otros factores que incluyen los ingresos, la elección de tecnologías y factores socioeconómicos. El desarrollo de las TIC y la adopción de móviles están estrechamente relacionados con el crecimiento económico y los beneficios sociales.

### Vietnam
La brecha digital en Vietnam tiene origen en cuestiones sociopolíticas, económicas y tecnológicas. Sin embargo, en la última década el país ha hecho grandes avances en la provisión de acceso a Internet a gran escala y de restricciones más laxas para cerrar esta brecha. Aunque la mayoría de Vietnam es rural, más de la mitad de la población del país tiene acceso a Internet. A pesar de estas limitaciones tecnológicas, organizaciones de todo el mundo están trabajando directamente con el pueblo de Vietnam para cerrar la brecha digital.

## Europa

### Francia
La brecha digital se refiere a la brecha en la exposición a la tecnología necesaria para acceder a Internet y a los recursos en línea entre una población. Esta diferencia conduce a una disminución del nivel de vida de quienes no tienen acceso a la tecnología, mientras que el nivel de vida de quienes sí tienen acceso a la tecnología aumenta exponencialmente. La brecha digital global ha sido un problema durante las últimas décadas y está lejos de ser un fenómeno nuevo. Actualmente, en la mayoría de los países, la brecha digital es notablemente menor debido al aumento de la disponibilidad de dispositivos electrónicos asequibles capaces de acceder a Internet. Esto ha dado lugar a un aumento extraordinario de la competencia entre los mercados tecnológicos. El aumento de la competencia ha dado lugar a una mayor exposición a las nuevas tecnologías con acceso a Internet incluso en las zonas de menores ingresos. A pesar de la mayor exposición a la tecnología, todavía hay otros elementos del acceso tecnológico que contribuyen a la brecha. Estas disparidades siguen contribuyendo a la brecha que divide a las naciones e impide que los grupos históricamente desfavorecidos cumplan las normas sociales que les permitirán prosperar en la sociedad actual.
Las tres brechas digitales en Francia se caracterizan por diferencias generacionales, sociales y culturales, según un informe publicado por el Centro de Análisis Estratégico del gobierno francés. La brecha generacional afecta generalmente a los ancianos, ya que son los que más desconocen las nuevas tecnologías. La brecha social afecta a los pobres, ya que es menos probable que tengan el presupuesto para tecnología. La brecha cultural afecta a los menos educados de los franceses, ya que tienen menos oportunidades para utilizar adecuadamente la tecnología.

### Alemania
La brecha digital de Alemania se ve afectada por varios factores como la edad, el género, la estructura familiar, la educación, el origen étnico y la motivación. Todavía hay áreas en Alemania que carecen de acceso a Internet de alta velocidad y las grandes ciudades tienden a tener más acceso a Internet que las comunidades rurales. En 2006, el (N) Onliner Atlas registró que sólo el 51% de las pequeñas comunidades rurales (población < 5.000) eran usuarios de Internet, once puntos menos que sus homólogos urbanos en las grandes ciudades (población > 500.000), donde las tasas de uso de Internet promediaron el 62%.

### Reino Unido
El uso de Internet es mayor en áreas de mayor población y tamaño correspondiente. Las principales ciudades urbanizadas como Londres y Manchester tienen un uso de Internet que va desde el 84-89% y 75-83% respectivamente. Las zonas con mayor uso de Internet parecen estar más céntricas con respecto a toda la región del Reino Unido. Las zonas costeras, más rurales como Gales Occidental, tienen tasas de uso de Internet del 59-70%. En el Reino Unido es más probable que los hombres utilicen internet a que lo hagan las mujeres. Al comparar el uso de Internet, la Oficina Nacional de Estadística encontró que el 91% de los hombres, en comparación con el 89% de las mujeres, habían utilizado Internet recientemente. Alrededor del 9,7% de las mujeres nunca han utilizado Internet, mientras que sólo el 7,1% de los hombres nunca han utilizado Internet. Los hombres tienden a ser más conocedores de la tecnología que las mujeres y en general más interesados en usar internet.

### Polonia
En Polonia, como en otros países, además de la riqueza y el acceso a Internet, un factor importante es la pertenencia a la cultura tecnológica, que incluye el conocimiento del idioma inglés, las habilidades técnicas y las habilidades cognitivas. Según la CBOS, el 25% de las personas de 65 años o más y el 51% de las personas de 55 a 64 años utilizan Internet. En comparación con la abrumadora mayoría de los jóvenes, en los que el 100% de 18 a 24 años y el 96% de las personas de 25 a 34 años lo usan según el estudio. Aunque la tasa de uso de Internet en las sociedades más ricas oscila entre el 60% y el 75%, la tendencia general no está aumentando; la brecha digital crea tres estratos sociales: la élite de la información, la mayoría participante y los desconectados y excluidos.